# Наттавин Ваттанакитипат
Наттавин Ваттанакитипат (тайск. ณัฐวิญญ์ วัฒนกิติพัฒน์; род. 24 февраля 1994 года, Хуахин, провинция Прачуапкхирикхан, Таиланд), также известный как Апо (тайск. อาโป) — тайский актёр. Наиболее известен по ролям в сериалах «Чаша любви и ненависти» (2015), «КиннПорш» (2022) и фильме «Мэн Суан» (2023).

## Ранняя жизнь и образование
Наттавин Ваттанакитипат родился 24 февраля 1994 года. Он поступил в Университет Таммасат, прежде чем перевестись на факультет коммуникационных искусств Университета Рангсит.

## Карьера и влияние

### 2014–2019: Ранние года

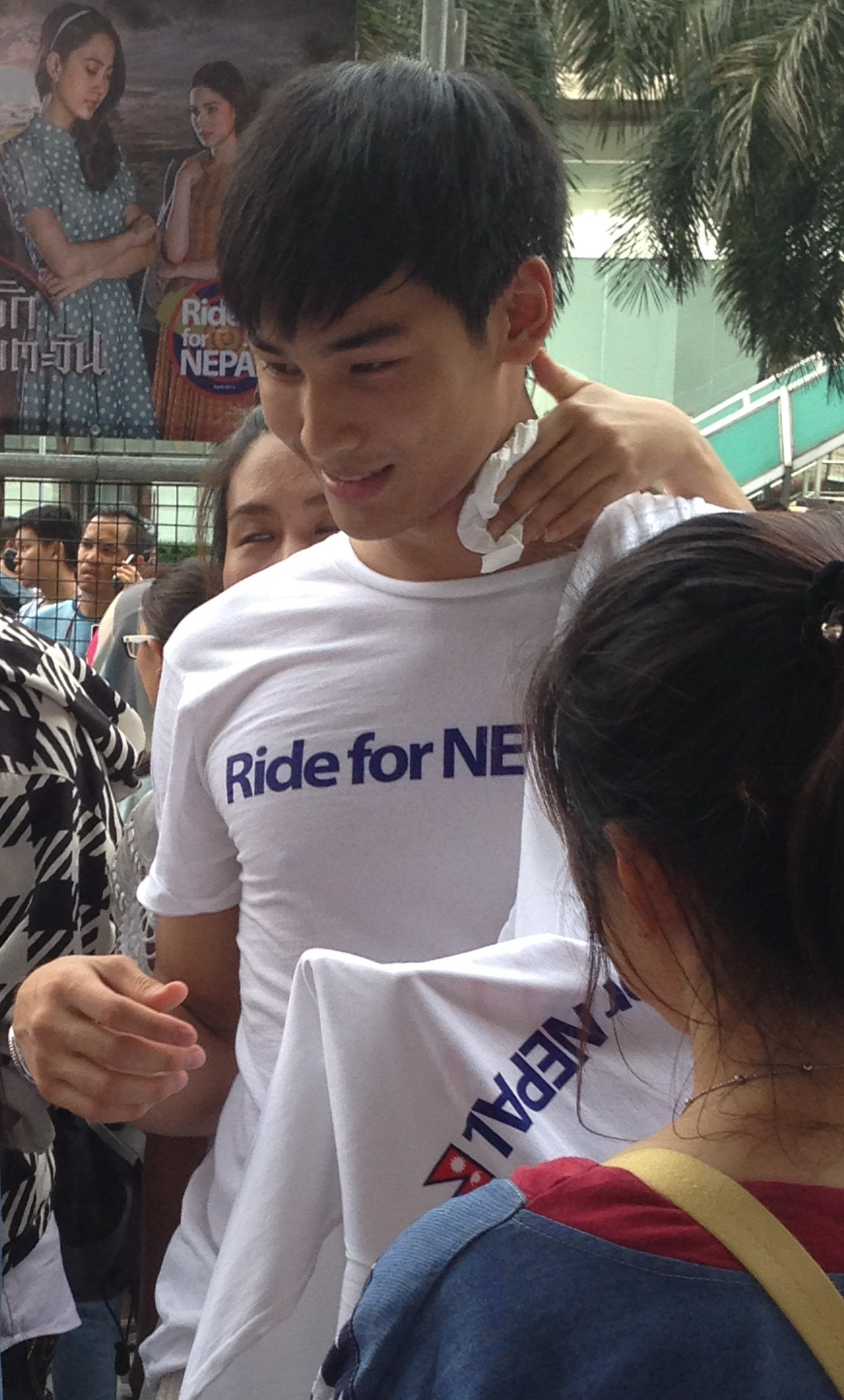
Наттавин в 2015 году

В 2014 году Наттавин подписал контракт с Channel 3 как актёр и дебютировал в сериале «Чаша любви и ненависти». Позже в том же году он снялся в «Кровь дракона» – тайском сериале, состоящем из 5 драм. В 2018 году его последним лакорном с Channel 3 стал «Тигр из рода драконов». Наттавин взял перерыв от актёрской деятельности более чем на 2 года после истечения контракта в 2019 году.

### 2021–2022: Возвращение на экран
В 2021 году было объявлено, что Наттавин вернётся в качестве актера в тайский BL-сериал, «КиннПорш», сыграв одного из главных персонажей сериала – Порша, вместе с Пхакпхумом Ромсайтхонгом. Урезанная версия сериала транслировалась на канале One 31, а полная – на канале iQIYI с апреля по июнь 2022 года.

### 2023–наст.время: Рост популярности
Благодаря роли Порша в сериале «КиннПорш», Наттавин получил мировую известность и сотрудничество в области моды брендов класса «люкс». В июне 2023 года Наттавин стал послом дома Dior в Таиланде.

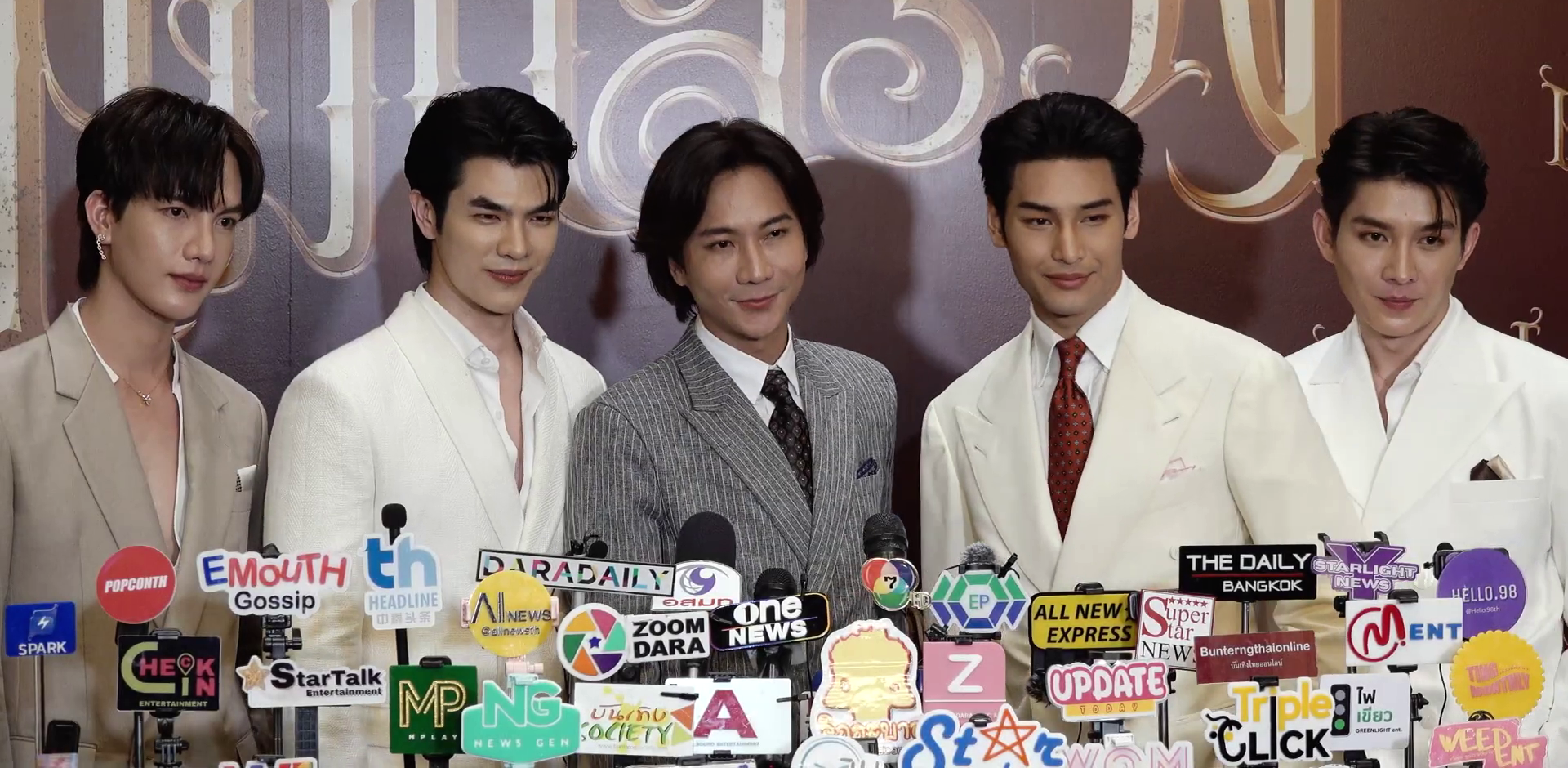
Актёрский состав и режиссёр фильма «Мэн Суан»

24 августа 2023 года вышел тайский исторический фильм «Мэн Суан» с Наттавином в главной роли традиционного тайского танцора Кхема. Фильм побил рекорды кассовых сборов в Таиланде, заработав более 11 миллионов батов по всей стране в первый день, побив рекорд по количеству бронирований билетов в кино за 20 лет существования тайского кино. 29 февраля 2024 года фильм «Мэн Суан» был выпущен для мировой аудитории на Netflix.
В сентябре 2023 года Наттавин был назван «другом Дома в Юго-Восточной Азии» швейцарской часовой и ювелирной марки Piaget. Вскоре после второго сотрудничества с Piaget, в апреле 2024 года, Наттавина назначили глобальным послом бренда Piaget, что стало знаменательным моментом – он стал первым тайским глобальным послом бренда за 150 лет.
К началу 2024 года Наттавин занял первое место среди тайских звёзд по заработанной медиа-стоимости от сотрудничества с модными брендами класса «люкс», получив 48,2 миллиона долларов по данным маркетингового агентства Lefty.
В связи с ростом влияния Наттавина в мире, Управление по туризму Таиланда начало туристическую кампанию с Наттавином и Butterbear в качестве представителей. Премьера туристической кампании «Мгновенное счастье с Апо и Баттербером», включающей 3 эпизода весёлых развлечений, состоялась на Amazing Thailand Official Channels в сентябре 2024 года.
4 октября 2024 года в рамках первого сотрудничества мировых СМИ о моде, WWD и Siam Piwat Group, мероприятия WWD x SIAM PIWAT Global Fashion Spotlight 2024, Наттавин был приглашен в качестве приглашенного спикера в качестве одной из ключевых фигур влияния для панели Power Of Global Influence в Юго-Восточной Азии.

## Прочая деятельность

### Журналы
| Год  | Издатель                  | Выпуск                         | Ссылка |
| ---- | ------------------------- | ------------------------------ | --- |
| 2022 | Harper's Bazaar Singapore | Декабрь                        | Apo Nattawin Wattanagitiphat On His Journey Of Self-Discovery                                                               |
| 2024 | Harper's Bazaar Singapore | Ноябрь (обложка)               | From Thailand With Love: Apo Nattawin Wattanagitiphat Is Going Global                                                       |
| 2023 | Vogue Thailand            | Февраль                        | Vogue Thailand 10th Anniversary Issue - Apo with Sukhothai                                                                  |
| 2024 | GQ Thailand               | March GQ Hype (Обложка)        | ‘อาโป-ณัฐวิญญ์’ ความศรัทธาและความเชื่อว่าการพยายามไม่เคยทรยศความฝัน                                                                  |
| 2024 | GQ Thailand               | GQ Thailand 10 Years (Обложка) | ชีวิตที่เหมือนจุดต่อจุดและขับเคลื่อนด้วยความคิดสร้างสรรค์ของอาโป-ณัฐวิญญ์ GQThailand Interview with Apo Nattawin - Painting one dot at a time |

### Посол брендов
| Год  | Период                            | Бренд              | Индустрия                  | Позиция | Ист.                        | Мероприятия |
| ---- | --------------------------------- | ------------------ | -------------------------- | --- | --------------------------- | --- |
| 2022 | 2022 – 2023                       | Farger Thailand    | Краска для волос           | Со-представитель (с Пхакпхумом Ромсайтхонгом)                                                               |                             | - Farger Dream Salon (21 августа 2022 года) - KIS x Farger (28 августа 2022 года) - Beautrium x Farger (9 сентября 2022 года)                                                                                                  |
| 2022 | 2022 – 2023                       | Giffarine          | Красота                    | Со-представитель по продукту HYA от Giffarine (с Пхакпхумом Ромсайтхонгом)                                  | [ 17 ]                      | Glow your Way Festively (12 ноября 2022 года) |
| 2022 | 2022 – 2023                       | D7                 | Напиток                    | Представитель для вкуса «Blue Kombucha» (с Пхакпхумом Ромсайтхонгом)                                        |                             | D7 Grand Opening (28 сентября 2022 года) |
| 2022 | 2022 – 2023                       | Farmhouse Thailand | Еда (Хлеб)                 | Со-представитель (с Пхакпхумом Ромсайтхонгом)                                                               |                             | - Farmhouse Meet and Greet (30 июня 2022 года) - Meet and Greet Farmhouse Royal (30 июня 2023 года) - Farmhouse Royal The Wonderful Journey (16 октября 2023 года) - Grand Opening Farmhouse Royal (24 декабря 2023 года)      |
| 2023 | 29 марта 2023 – 31 марта 2024     | Srichand           | Красота                    | Представитель продукта Srichand's Purple Translucent Powder в Китае и Таиланде (с Пхакпхумом Ромсайтхонгом) | [ 18 ]                      | - SRICHAND Better Than Ever Event (21 мая 2023 года) |
| 2023 | 19 июня 2023 – настоящее время    | Dior               | Мода                       | Посол Дома Dior в Таиланде (с Пхакпхумом Ромсайтхонгом)                                                     | [ 7 ]                       | - Dior Men SS24 (23 июня 2024 года) - Dior Women's SS24 (26 сентября 2024 года) - Dior Cruise 24 Cocktail Party (HongKong) (21 ноября 2023 года) - Dior Women's Spring Summer 2025 (24 сентября 2024 года)                     |
| 2023 | 13 сентября 2023 – 17 апреля 2024 | Piaget             | Часы и ювелирные украшения | Друг дома (Международ.)                                                                                     | [ 19 ] [ 10 ] [ 20 ]        | - Piaget High Jewellery Exhibition and Gala Dinner (Бангкок, 13 сентября 2024 года) - Piaget Gala Dinner celebrating Watches And Wonders (Женева, 10 апреля 2024 года) - Watches and Wonder 2024 (Женева, 11 апреля 2024 года) |
| 2024 | 2 апреля 2024 – настоящее время   | Siamese Asset      | Недвижимость               | Представитель                                                                                               | [ 21 ]                      | Siamese Asset - THE SUSTAINOVATIVE LIVING |
| 2024 | 5 апреля 2024 – настоящее время   | Skechers Thailand  | Спортивная одежда и обувь  | Амбассадор бренда (Таиланд)                                                                                 | [ 22 ] [ 23 ]               | SKECHERS FRIENDSHIP WALK 2024 (THAILAND) |
| 2024 | 18 апреля 2024 – настоящее время  | Piaget             | Часы и ювелирные украшения | Глобальный амбассадор                                                                                       | [ 24 ] [ 25 ] [ 26 ] [ 11 ] | - Piaget 150 - Essence of Extraleganza (Париж, 11-12 июня 2024 года) - Piaget 150 - Essence of Extraleganza (Абу-Даби, 21 ноября 2024 года)                                                                                    |
| 2024 | 1 сентября 2024 – настоящее время | Ostech Thailand    | Еда для животных           | Представитель бренда                                                                                        | [ 27 ]                      | |

### Появление на неделях моды
| Год  | Период                    | Бренд         | Индустрия | Позиция   | Мероприятия                                             | Ист.          |
| ---- | ------------------------- | ------------- | --------- | --------- | ------------------------------------------------------- | ------------- |
| 2023 | 28 февраля 2023 года, PFW | Dior          | Мода      | Гость     | Women's Autumn Winter 2023-2024, Paris France           | [ 28 ] [ 29 ] |
| 2023 | 30 марта 2023 года        | Dior          | Мода      | Гость     | Dior Fall 2023 Show, Mumbai India                       | [ 30 ] [ 31 ] |
| 2024 | 24 февраля 2024 года, MFW | Ferrari Style | Мода      | VIP-гость | Ferrari Women’s Fall Winter 2024-2025 Show, Milan Italy | [ 32 ]        |

## Личная жизнь
В 2019 году он был пострижен в монахи на 1 месяц в храме Ват Сампхан.

## Фильмография

### Кино
| Год           | Название | Роль | Примечания                         | Платформа                          |
| ------------- | -------- | ---- | ---------------------------------- | ---------------------------------- |
| 2023          | Мэн Суан | Кхем |                                    | Netflix (с 29 февраля 2024 года)   |
| Середина 2025 | TBA      | TBA  | Съемки завершатся 1 июля 2024 года | (На данный момент конфиденциально) |

### Телевидение
| Год  | Название                 | Роль                     | Примечания         | Канал         |
| ---- | ------------------------ | ------------------------ | ------------------ | ------------- |
| 2015 | Чаша любви и ненависти   | Тана Тавиваттана         | Главная роль       | Channel 3     |
| 2015 | Кровь дракона: Лебедь    | Молодой Тан Чэн Ян       | Главная роль       | Channel 3     |
| 2015 | Кровь дракона: Носорог   | Молодой Тан Чэн Ян       | Главная роль       | Channel 3     |
| 2015 | Кровь дракона: Бык       | Молодой Тан Чэн Ян       | Главная роль       | Channel 3     |
| 2016 | Тигр нации               | А Ворн                   | Главная роль       | Channel 3     |
| 2016 | Сердца, согретые любовью | Понг Кхун Бун Джиракит   | Главная роль       | Channel 3     |
| 2017 | Назад в будущее          | Санпаенг                 | Роль второго плана | Channel 3     |
| 2018 | Жемчужина дворца         | Инспектор Дантай         | Главная роль       | Channel 3     |
| 2018 | Боевой ангел             | (Переодетый Тэй)         | Приглашённый актёр | Channel 3     |
| 2018 | Веление Купидона         | Харин                    | Роль второго плана | Channel 3     |
| 2018 | Тигр из рода драконов    | Лим Хенг Тианг / А-Тианг | Роль второго плана | Channel 3     |
| 2022 | КиннПорш                 | Порш Пачара Киттисавасд  | Главная роль       | One 31, iQIYI |

## Дискография
| Год  | Название           | Примечания                   | Ист.   |
| ---- | ------------------ | ---------------------------- | ------ |
| 2016 | тайск. ถักทอด้วยหัวใจ | Сердца, согретые любовью OST | [ 36 ] |

## Концерты
| Год  | Название                                      | Примечания                       |
| ---- | --------------------------------------------- | -------------------------------- |
| 2017 | Love is in the Air: Channel 3 Charity Concert | С артистами Channel 3            |
| 2022 | KinnPorscheWorldTour                          | С актёрским составом «КиннПорша» |

## Награды и номинации
| Награда                            | Год  | Категория                                                            | Работа   | Результат | Ист.   |
| ---------------------------------- | ---- | -------------------------------------------------------------------- | -------- | --------- | ------ |
| GQ Thailand Men of the Year Awards | 2022 | Прорывные актёры (с Пхакпхумом Ромсайтхонгом)                        | КиннПорш | Победа    | [ 37 ] |
| Nine Entertain Awards              | 2023 | Любимчики публики (с Пхакпхумом Ромсайтхонгом)                       | КиннПорш | Номинация | [ 38 ] |
| BoF500 - Class of 2023             | 2023 | Business Of Fashion 500 - Class of 2023 (с Пхакпхумом Ромсайтхонгом) | н/д      | н/д       | [ 39 ] |
| MAYA TV Awards 2024                | 2024 | Лучшая мужская роль в фильме 2024 года                               | Мэн Суан | Победа    | [ 40 ] |
| MAYA TV Awards 2024                | 2024 | Обаятельный мужчина года                                             | Мэн Суан | Номинация | [ 41 ] |
| Japan Expo Thailand Awards         | 2024 | Лучшая мужская роль                                                  | Мэн Суан | Победа    | [ 42 ] |
| Sanook Top of the Year Awards      | 2023 | Наиболее популярный актёр года                                       | Мэн Суан | Победа    | [ 43 ] |
| Thailand Box Office Movie Awards   | 2023 | Актёр года                                                           | Мэн Суан | Номинация | [ 44 ] |